# Acrotaeniostola pieli
Acrotaeniostola pieli är en tvåvingeart som beskrevs av Zia 1937. Acrotaeniostola pieli ingår i släktet Acrotaeniostola och familjen borrflugor. Inga underarter finns listade i Catalogue of Life.